# Stefano Lubrano
Stefano Lubrano (L'Alguer, 24 de juliol de 1967) és un empresari i polític de la ciutat de l'Alguer, i alhora president de Cofindustria Sardegna. És actualment el síndic de la vila a conseqüència de la segona volta de les eleccions del municipi que van veure la victòria de la coalició centreesquerra liderada per Lubrano amb el 55,5% dels sufragis. Succeeix a Marco Tedde, polític de centredreta, que va governar l'Alguer durant uns 10 anys. Durant la seva campanya Lubrano s'ha declarat partidari d'un acostament amb Catalunya afirmant: 
| «                               | El tema de la identitat catalana de l'Alguer és un valor afegit que encara no s'ha explotat prou. Catalunya ens espera mar enllà: la nostra intenció és intensificar els lligams institucionals i els intercanvis culturals i comercials per afavorir la conservació del nostre patrimoni cultural i identitari. | » |
| — Stefano Lubrano, maig de 2012 | |   |